# 黃金拍檔
《黃金拍檔》是中國電視公司（中視）於1980年代紅極一時的大型綜藝節目，是中視綜藝節目代表作品之一，製作單位是中華製作公司，製作人是俞凱爾、黃建福、徐忠宇。1984年12月15日開播，1988年1月9日停播，共158集。初期播出時間為每週六20:00~21:30，1985年4月6日起改為每週六20:00~22:00。

## 概要
1984年，春穗傳播與雷電華傳播合組中華製作公司，將在老三台製作不同型態的節目，時段涵蓋星期一至星期六；中華製作公司成立以後，將與日本東京製作所技術合作，汲取日本電視節目製作業界的技術與經驗；春穗傳播負責人邱偉航表示，春穗傳播的實力是業務優於製作，雷電華傳播則是製作優於業務，兩公司互相截長補短是值得鼓勵的事，「以春穗來說，現在有四位業務代表；加上雷電華的三位業務員，新成立的中華製作公司就有七位業務代表。就外製單位來說，這個陣容是空前的。」俞凱爾赴日本放送協會受訓時看到TBS電視台綜藝節目《八點！全員集合》，產生構想而製作《黃金拍檔》。《八點！全員集合》是一個以五位諧星為主的綜藝節目，播出時間長達16年，節目中的口頭禪也曾經流行一時。俞凱爾與《八點！全員集合》製作人高橋利明溝通，協議《黃金拍檔》的道具如小豬、駱駝等交由日本製作，展開臺灣版的《八點！全員集合》。在當時的台灣，這種跨國技術交流相當少見。
1984年12月6日，《黃金拍檔》在台北市立社會教育館錄製第一集，倪敏然、張菲與徐風擔任「常態主持人」，崔苔菁擔任「特別主持人」，羅大佑與李恕權擔任特別來賓；當時《黃金拍檔》預計，每集邀請一位知名藝人擔任特別主持人。1984年12月15日，《黃金拍檔》播出第一集，是《飛上彩虹》的接檔節目。1984年12月22日，《黃金拍檔》播出第二集，湯蘭花擔任特別主持人，蔡琴與陶大偉擔任特別來賓，原以倪敏然、張菲與徐風為班底的短劇單元〈大爆笑〉加入邢峰、羅江與檢場共同演出。
《黃金拍檔》早期是由張菲、倪敏然、徐風與羅江共同主持，後來加入了原本在節目中間換場時檢場打雜換道具、經常被主持人呼來喚去調侃而走紅的檢場（其藝名即從此而來），合稱“黃金五寶”。助理主持人是羅璧玲（2005年改名為羅霈穎）。節目後期，有時加入賀一航。
俞凱爾在中視特別節目《這一夜，再見倪敏然》中，有提到《黃金拍檔》的一些“幕後秘辛”：在《黃金拍檔》播映期間的某日，倪敏然認為《黃金拍檔》的“陽剛氣”太重（因為黃金五寶成員都是男性），建議俞凱爾讓羅璧玲加入，但是絕對不能允許黃金五寶任何一個成員追求羅璧玲，否則會“失衡”；隔天，俞凱爾立即告誡羅璧玲，不得接受黃金五寶任何一個成員的追求，否則立即換人主持《黃金拍檔》；果然，《黃金拍檔》播映期間，無論黃金五寶如何“強烈追求”羅璧玲，羅璧玲不僅沒接受，還時時向俞凱爾報告黃金五寶有無追求她。
《黃金拍檔》第二季，每集長度從90分鐘延長為2小時；播出三季近九個月以來，每集平均收視率都保持32%以上，陸小芬露點事件與胡娜來訪更使收視率超過40%。黃金五寶男扮女裝參演的短劇是《黃金拍檔》的一大笑點，卻也導致黃金五寶被行政院新聞局廣播電視事業處函請開會說明男扮女裝的問題，而倪敏然解釋：「扮成女人，不是刻意；而且爆笑劇裡動作大又誇張，真的請了女生來演反而不雅觀。」
《黃金拍檔》的編劇兼導演金宏早年曾是演員，也曾製作電視節目，《黃金拍檔》短劇的許多點子都是他想出來的。錄影前，黃金五寶與金宏先溝通、對戲；若認為劇中笑點不夠，立即再討論，直到眾人滿意為止。
2018年1月，中視在其經營的YouTube頻道「中視經典綜藝」（原「台灣經典綜藝」）開始上傳《黃金拍檔》中視官方完整版。

## 主題曲
《黃金拍檔》的主題曲〈黃金拍檔〉，由趙樹海作詞作曲、黃金五寶主唱。趙樹海回憶，1984年11月22日，他在醫院病床上拿了一張筆記本內頁，倉促中把此歌隨筆寫給《黃金拍檔》製作人，歌名〈飛向彩虹〉；隔天，《黃金拍檔》進攝影棚錄影，他則進開刀房動手術。

這裡不是，杜鵑窩　長弓人兒，徐破鑼

這裡只有，三個多　掌聲笑聲，快樂多

歌聲舞影，脫口說　這裡才是，歡樂窩

展開笑靨，跟著我　黃金拍檔，心開闊

〔整段重唱一次〕

〔口白：〕歡迎收看：《黃金拍檔》！

2005年5月12日，倪敏然追思會，張菲、檢場、徐風開場最後演唱〈黃金拍檔〉，結尾口白：「謝謝收看：《黃金拍檔》！」表示黃金五寶解散、《黃金拍檔》永遠結束。

## 內容

黃金五寶，左起：倪敏然、張菲、徐風、羅江、檢場。他們手上各拿一個「金虎獎」獎座，金虎獎是戲仿台北市演員工會的表演藝術金龍獎。

《黃金拍檔》移植了《八點！全員集合》的許多點子。《黃金拍檔》開場是舞台搞笑演出，是第一個在開場就安排將近20分鐘搞笑短劇的台灣綜藝節目，此部分的橋段明顯與《八點！全員集合》雷同。唯一和《八點！全員集合》不同的是，《黃金拍檔》沒有劇本，只有一個簡略的故事大綱，完全靠黃金五寶的臨場反應。黃金五寶的表演，在沒有劇本的情況下，沒有人知道下一句該說什麼，沒有人知道下一個輪到的人是誰，包括台下的觀眾。例如，在一次描述游泳夏令營的短劇中，飾演游泳訓練班「風紀股長」的檢場上台後，突然跳下舞台，指著一位長相忠厚的觀眾，說他不該隨便與女生竊竊私語；檢場叫他報出姓名與座號，說是要交給訓練班老師處理。《黃金拍檔》製作群並不否認，當初《黃金拍檔》的構想來自《八點！全員集合》；他們自認，由於眾人的努力與創新，《黃金拍檔》已擺脫《八點！全員集合》的影子，建構自己的風格。
1987年8月，俞凱爾說，中華製作公司曾經寫劇本，再請黃金五寶排練、演出，但是效果不好；黃金五寶也反映，照著劇本上演就沒辦法發揮實力。《黃金拍檔》執行製作黃建福說，黃金五寶是以群體合作取勝，雖然他們能歌善舞、會演戲，不過若安排他們個別上台表演，就無法凸顯娛樂效果；「若把倪敏然的『賤』、張菲的『皮』、徐風的『直』、羅江的『憨』及檢場的『生』融合在一個節目中，效果就不同凡響了。」《黃金拍檔》編劇群成員姚宜君說，編劇只要構思劇情大綱，在錄影前半個小時，經過角色分配與簡單排練，黃金五寶就上台演戲。
黃金五寶的聯合主持，每次皆以不同的造型、不同的身分、不同的時代背景登場，是《黃金拍檔》的一大創新與突破。《黃金拍檔》全部競賽遊戲皆由外型比其他四寶（張菲、倪敏然、檢場、羅江）方平正直且曾經主持《萬紫千紅》、《大舞台》等中視綜藝節目的徐風擔任總主持人，以維持公信力。
《黃金拍檔》第一年的錄影地點有台北市立社會教育館、台北縣立文化中心、基隆市立文化中心與中視南港攝影棚。1986年1月，《黃金拍檔》邁入第五季，第五季內容特色如下：
1. 將中國古代四大美女西施、貂蟬、王昭君、楊貴妃的故事分別融入短劇中。
2. 黃金五寶在短劇中的演出形式一改過去五人平均分攤戲份的形式，改以一人飾演主角，其他四人飾演配角。
3. 精減短劇，增加一些經過製作單位精心設計的歌舞。
4. 籌劃有關中華民國海軍艦艇的大型現場錄影，類似第三季在中正機場拍攝的〈航空禮讚〉的大手筆製作方式。
5. 增加新的短劇單元〈倪倪日記〉，主角是倪敏然飾演的大暴牙女孩「倪淑蓉」（其名仿自當時飛羚唱片旗下女歌手林淑容），演的是她日常生活中所遭遇的事情。
6. 張菲與現場觀眾比賽跳「閃電舞」。
7. 增加新的短劇單元〈畢業生〉，演的是老師與學生之間的趣事。
8. 原本預定增加新的短劇單元〈李表哥劇場〉，檢場飾演美國漫畫家芮南·勞瑞創造的虛構人物李表哥（Cousin Lee）；但為避免播出後可能造成的不良影響而被暫時取消。

1987年3月，《黃金拍檔》借用中的國軍文藝活動中心由於場地狹小導致景深不夠，只能錄製〈拍檔俱樂部〉，不能錄製整個節目所需的大型歌舞，故同時在中視第一攝影棚錄製大型歌舞；《黃金拍檔》製作人徐忠宇說：「我們原希望《黃金拍檔》是個能與觀眾面對面接觸的現場節目，觀眾能有機會一睹歌星們的風采；但是，卻尋求不到解決場地的方法。」當時第22屆金鐘獎入圍名單揭曉，黃金五寶未入圍，中華電視台（華視，即今中華電視公司）綜藝節目《鑽石舞台》卻入圍，故《黃金拍檔》決定改版；徐忠宇說，《黃金拍檔》將取消現場部分，完全以棚內作業為主，得等開會決定新內容的企劃案與何時開始實行新內容。
1987年7月中旬，《黃金拍檔》將錄影現場移至東光攝影棚，因為東光攝影棚有寬敞的舞台、齊全的周邊設備、舞台兩側的監視器，而且東光攝影棚依節目錄影時間長度收費、不限制節目錄影時間長度；國軍文藝活動中心地點雖好，但每日晚間要上演國劇，節目錄影時間被限定在17:00或18:00。

## 單元
〈黃金劇場〉
每集開場的大型短劇單元。布景華麗，內容天馬行空，墨西哥牛仔、古代俠士、游擊隊軍人、芭蕾舞舞者、清朝僵屍都可以被湊在同一齣戲中。
〈倪倪日記〉
短劇單元，以倪敏然飾演的搞笑女角「倪淑蓉」為主角。倪淑蓉頭髮紮了兩條麻花辮，戴著一副上下顛倒著戴的厚重黑框眼鏡，上齶戴一副假的暴牙。
〈七先生〉

〈董娘〉
短劇單元，以一間出租公寓作為主要場景，敘述刻薄的房東「董娘」（張菲飾）與眾房客之間的生活趣事。最後一集播的是董娘結婚。
《黃金拍檔》工作人員經常在一家餐廳解決吃的問題，該餐廳的老闆娘的外號是「董娘」。董娘平時尖酸刻薄，應該慷慨大方時卻絕不吝嗇。《黃金拍檔》編劇群決定將董娘搬上螢幕，把董娘的身分改成房東，此即董娘形象的由來。《黃金拍檔》執行製作陳焴竹說，該單元獲得許多租屋生活者的共鳴，但「也有觀眾打電話抗議，說董娘是在影射他們」。
〈清宮外史〉
清裝短劇單元。張菲飾演慈禧太后（老佛爺），倪敏然飾演李連英（小李子），並將其滑稽化、加以嘲弄。
本單元有一個太監角色是王萬利飾演的，也是《黃金拍檔》著名角色之一；當時臨時演員的酬勞是新台幣兩百元，故倪敏然就幫王萬利取了藝名「兩百塊」。
〈倪倪夫人〉
短劇單元，以「倪倪夫人」（倪敏然飾）為主角，戲仿薇薇夫人主持的華視婦女節目《今天》，訪問藝人、解決家庭問題、製造新鮮話題。台灣著名造型師鈴鹿玉鈴設計倪倪夫人整體造型，「花獅苑服飾」提供倪倪夫人服裝，Christian Dior提供倪倪夫人手飾配件。該單元最後被行政院新聞局封殺，理由是倪倪夫人不僅講的是「方言國語」、而且裝扮「比女人還像女人」。中視將該單元搬到晚間七點檔閩南語綜藝節目《天天星期天》，希望提高晚間七點檔的收視率。
〈菲菲夫人〉
短劇單元，張菲飾演「菲菲夫人」主持虛構的婦女節目《菲菲夫人時間》。
〈施思夫人〉
短劇單元，施思飾演「施思夫人」主持虛構的婦女節目《婦女時間》，倪敏然每集飾演不同角色擔任來賓，施思夫人經常被來賓逗到笑場。
〈黑白劇場〉
短劇單元。
〈畢業生〉
校園短劇單元，演的是老師與學生之間的趣事。
〈小天使〉
徐風主演的短劇單元。徐風扮演的小天使，頭戴一副高度近視眼鏡，手持一把弓箭，背上一雙翅膀。
〈阿嬌與阿珍〉
羅江與羅璧玲主演的短劇單元，也是羅江首次主演的短劇單元。羅江扮演的鄉下女人「阿嬌」，喜歡多管閒事，老實又笨拙。羅璧玲扮演「阿珍」。
〈音樂教室〉
張菲、倪敏然主持的音樂脫口秀，常以一搭一唱、相互較勁的方式介紹中國各地民謠。結束時，兩人總會一起高喊：「音樂教室，成功！」
1987年8月，張菲因腿疾復發，在馬偕紀念醫院淡水院區接受膝部手術；手術後靜養期間，〈音樂教室〉錄影地點搬進馬偕紀念醫院淡水院區，創下不錯的收視率。
〈脫口說〉
黃金五寶對談的脫口秀，汲取說書之「說、學、逗、唱」，時有驚人之語。
〈拍檔俱樂部〉
黃金五寶各自邀請一位現場觀眾上台玩遊戲，台上、台下皆可作為表演場地。兒童觀眾上台時，張菲總是高聲問「你叫什麼名字呀」，兒童觀眾跟著大聲自報姓名，倪敏然隨即拿兒童觀眾的姓名開玩笑；例如有一位兒童觀眾自報姓名「蘇義原」，倪敏然就開玩笑：「傷腦筋！你家太有錢嗎？怎麼叫做『輸億元』吶？」
中華製作公司曾設計了一座大型活動佈景，造型有如一艘海盜船，稱為「黃金海盜船」。單元開始時，主持人也打扮成海盜模樣，搭乘此船型佈景登場，與現場觀眾互動玩遊戲。
該單元比較有名的遊戲有「男生女生配」、「表錯情」、「蘿蔔蹲」等，由上台的多名觀眾來互相比賽。最後獲勝的可參加「大搬家」，其內容是：製作單位準備了家電、日常用品、玩具及食品等各式獎品，放在一堆；獲勝觀眾可在規定的時間內，不限次數隨意把想要的物品搬到數公尺外的特定區域，搬得的獎品可通通帶回家。
〈糊塗超人〉
徐風主演的短劇單元，徐風扮演超人。
〈張大嬸〉
張菲、檢場、徐風、羅江主演的短劇單元。在一座大雜院中，「張大嬸」（張菲飾）閒來沒事就與「檢辣椒」（檢場飾）、「徐夫子」（徐風飾）及「羅希範」（羅江飾）說人長短，惹出一堆笑話。大雜院的人們，在張大嬸一陣敲鑼後，集合在院子裡聊天；每集邀請來賓客串演出，例如陳復生扮演村姑。
〈張大帥與倪副官〉
張菲、倪敏然主演的短劇單元，演的是北洋軍閥「張大帥」（張菲飾）及其副官「倪副官」（倪敏然飾）之間的糗事。
〈金嗓獎〉
報導透過《你我他電視周刊》與《民生報》讀者票選的金嗓獎「全國十大金嗓歌星」最新票選結果，並播放前20名歌星的MV。
〈黃金訪問團〉
張菲、徐風、倪敏然主持的訪談單元，訪問歌星、演員、各行各業傑出人物或新聞人物。
〈菲哥飛歌〉
張菲、檢場主持的才藝表演單元。該單元讓張菲發揮自己的音樂才華，包括吹奏薩克斯風、彈奏鋼琴、拉胡琴、唱小調、扮演貝多芬指揮樂團等。張菲與檢場的說說唱唱，是該單元的特色。
〈黃金十大新聞〉
模仿當時老三台的晚間新聞節目每逢中華民國國慶等重大節日時出現的「大蛋糕式」播報方式，以搞笑風格播報過去一年內的「年度十大新聞」。
1985年的「年度十大新聞」之一是「黃金爺爺」，當時他高齡76歲、住在臺北縣板橋市，是唯一不需入場券就可參觀《黃金拍檔》錄影的觀眾，他說：「如果沒事情忙，就來《黃金拍檔》看看。」他在〈拍檔俱樂部〉中公開本名「周志」，1986年大年初一在〈黃金十大新聞〉接受菲菲夫人與「七爾寇梁」（七先生）訪問。有時他參加《黃金拍檔》的遊戲競賽，會要求有獲勝機會，意見不少，令製作單位啼笑皆非。
〈特技大觀〉
檢場、徐風穿著黑色燕尾服且黏上假鬍子表演特技，最後會揭曉特技秘辛。
〈脫口秀〉
趙樹海與王夢麟對談的脫口秀。趙王兩人說說唱唱，很受觀眾歡迎。
〈超級瑪麗〉
短劇單元，戲仿任天堂紅白機的遊戲軟體《超級瑪俐歐兄弟》。倪敏然扮演瑪俐歐（Mario），吊鋼絲遊走於道具之間。
〈絕代佳人〉
倪敏然主演的短劇單元，1987年6月13日開播，內容取材中國古典民間故事，以黃梅調及國樂表現。
〈街頭英雄〉
張菲與檢場主演的短劇單元，1987年6月13日開播。張菲飾演一位富有同情心與愛心的英雄，雖然沒有萬貫家財，但是堅持每集做至少一個義舉，例如：為了讓一位素昧平生卻罹患絕症的小女孩獲得良好治療，他可以去參加職業拳擊賽爭獎金。《黃金拍檔》製作人黃建福說：「每個星期，張菲都會有義舉，他就像超人一般。只是，超人有異於常人的力量，而張菲卻沒有；他只有憑著愛心來奮鬥了。」
〈花月良宵〉
倪敏然主演的短劇單元，1987年6月開播。以歌舞劇形式表演古代中國著名女人（西施、貂蟬、王昭君、楊貴妃、金玉奴、孟姜女、香妃……等）的故事，每集播15分鐘，每四集組成一個單元劇。製作單位會邀請不同的女藝人參演，但是參演的女藝人必須能唱歌。
〈黃金拍檔大對抗〉
〈音樂教室〉的重製版，張菲、倪敏然主持，每集邀請八位歌星參加對抗賽。
〈爆笑MTV〉
1987年8月開播，將流行音樂的音樂錄影帶添加爆笑元素，剪接者是中視剪接高手鍾瑩上。
〈銀河審判〉
1987年8月開播的訪談單元，徐風主持。徐風訪問藝人，讓觀眾更瞭解受訪藝人的個性、心態及行為。
〈新聞短打〉
1987年8月開播的短劇單元。將具有新聞性的話題設計成4個短劇，每個短劇長度各不超過10分鐘。
〈聯合縮小軍〉
1987年8月開播的短劇單元。黃金五寶扮演專門吸人血的蚊子，表演蚊子與人類對抗的過程。
〈電視訓練班〉
1987年8月開播的單元。《黃金拍檔》公開徵求對唱歌、跳舞或演戲有興趣者來信報名參加甄選，甄選合格者免費接受專業講師指導，課程包括「電視概論與製作」、「造型儀態與服裝」、「化粧」、「音樂與表演」、「舞蹈與表演」、「表演方法」、「演員與戲劇場景」等，並特設本單元以建教合作方式給學員實習機會。
〈快樂家庭〉
1987年8月開播的短劇單元。董娘與七先生結婚，共組一個家庭，家庭成員有董娘、七先生、七奶奶、小芋頭、小風風。張菲扮演董娘，倪敏然扮演七先生，羅江扮演七奶奶，檢場扮演小芋頭，徐風扮演小風風。

## 特別企劃與特別節目
〈黃金拍檔勞工之夜〉
1985年4月30日在中壢棒球場錄影、在《黃金拍檔》時段外的1985年5月1日（星期三）21:30~23:00播出的五一勞動節特別節目，倪敏然、張菲、徐風、檢場主持，來賓為陸小芬、姚煒、陳沙利、李烈、邱庭、張晨光、凌峰、林慧萍、張蓓心、林禹勝、李靜美、葉蘭香、王海玲、林靈、李安順、方瑞娥、張淑娟、李薇薇等數十人。
〈航空禮讚〉
1985年播出的第三季特別企劃，在中正機場錄影，以中華航空波音747客機等作為佈景。
1985年5月17日，《黃金拍檔》借用中華航空的修護站錄製〈航空禮讚〉，工作人員與表演者合計多達三百餘人。開場是台北市立介壽國民中學學生120人組成的鼓號樂隊，然後是台北市立體育專科學校學生50人組成的啦啦隊，然後是舞群20人站在波音747客機兩翼上舞蹈，中視大樂隊隊員20人分別坐在鷹架上伴奏。
2009年10月28日22:00～23:00首播的中視開播40週年特別節目《40迎新 希旺中視》第2集介紹《黃金拍檔》時，即有引用本版開場。
〈海上雄風〉
1986年8月初播出的第六季特別企劃，在海軍左營基地錄影，獲得海軍總司令部、海軍官校、兩棲蛙人部隊、陽字號驅逐艦、飛彈快艇、魚雷潛艦、海軍直昇機大隊及海軍陸戰隊支援錄影，是中華民國海軍首次配合綜藝節目拍攝。總共分為7個單元，各單元獨立拍攝：
1. 中視八點檔國語連續劇《上錯天堂投錯胎》的鋼鐵蛙人操。
2. 〈拍檔俱樂部〉啟用水底攝影，也是台灣電視史上首次水底攝影。
3. 在陽字號軍艦上拍攝的短劇〈七先生探親〉。
4. 〈黃金訪問團〉參觀飛彈快艇、魚雷潛艦、海軍直昇機大隊。
5. 海軍陸戰隊莒拳隊表演「徒手莒拳劈刺」。
6. 場面亮麗壯觀的片頭：兩艘燈火輝煌的陽字號驅逐艦在左營軍港停泊成「海上長城」，艦上官兵三百多人穿著海軍白色軍服在東四碼頭邊整齊變換隊形；黃金五寶與羅璧玲搶在五彩煙火升空之際，配合輕快的進行曲，在禮車引導下穿過人群，為《黃金拍檔》第六季揭幕。
7. 大型勞軍晚會：1986年6月28日，在左營軍港東四碼頭搭建露天舞台舉辦晚會，停泊在東四碼頭的數艘陽字號驅逐艦是背景。在半空中施放的煙火發出砲聲的同時，倪敏然、張菲、徐風、羅江與檢場分乘三輛轎車抵達晚會現場，穿著一身海軍短統服，揮手奔跑上台。晚會來賓有楊林、葉啟田、林慧萍。[38] 來自左營基地各營區的官兵600人，以及站滿陽字號軍艦艙面的艦上官兵，都是現場觀眾。

工作人員自1986年6月初即首度南下，進行4個工作天的作業；拍攝期間，曾應菲華友誼協會邀請赴菲律賓宣慰僑胞，並拍攝菲律賓海灘風景；返回台灣之後，第二次南下，150餘人抵達海軍左營基地，規劃第六季片頭與〈海上雄風〉的重頭戲。在飛彈快艇上拍攝時，黃金五寶與羅璧玲穿著海軍軍官服，站在極速前進的飛彈快艇甲板上，揮手致意；在導播梁昆傑親自掌鏡下，沿岸的紅樹林生態保護區、水面的舢舨漁撈、空中的藍天白雲皆入鏡，營造乘風破浪的氣勢。而播出時間選在1986年8月初，是為了配合海軍官校招生。
參加錄影的海軍艦艇，艦號可考者有海獅軍艦（艦號為SS-791）與中明軍艦（艦號為LST-227）。
1999年10月首播的《中視開播30週年特別節目 綜藝大觀》介紹《黃金拍檔》時，即有引用本版開場；但主題曲只唱到第一段的「掌聲笑聲快樂多」，然後畫面直接切到黃金五寶走出中明軍艦並喊「歡迎收看《黃金拍檔》」。2005年，中視綜藝節目《綜藝大哥大》播出倪敏然紀念特輯，亦有引用本版開場；但唱主題曲的部分只唱完第一段，然後畫面直接切到黃金五寶走出中明軍艦並喊「歡迎收看《黃金拍檔》」。
〈黃金挑伕大拍檔〉
中華製作公司與彩虹傳播公司共同策劃、黃金五寶主持、在《黃金拍檔》時段外的1986年12月25日（星期四）21:30播出的特別節目，宣傳1987年1月1日21:30開播的中視九點半檔國語連續劇《挑伕》。內容有李堅、黃文豪、廖麗君等功夫底子紮實的《挑伕》年輕主角群表演搶臂、翻滾等高難度的功夫動作。
〈愛國愛警團結自強擴大晚會〉
《黃金拍檔》班底主持、1987年1月24日播出的特別節目，向全國勞苦功高的警員致崇高敬意。

## 影響
《黃金拍檔》播出期間，1985年1月19日〈音樂教室〉首次出現的「傷腦筋」成為當時的流行語。七先生、董娘、小李子、兩百塊、菲菲夫人是《黃金拍檔》短劇單元創造出來的角色。《黃金拍檔》每一集播出之後，隔週一在國小校園中，可以見到學生模仿《黃金拍檔》的短劇，或者用《黃金拍檔》中的「笑倒」動作來回饋任課老師所講的笑話。
依據俞凱爾1986年1月之說，《黃金拍檔》曾經締造當時台灣綜藝節目最高收視率44.6％。
1986年，崇格企業製作、東尼機構發行黃金五寶虎年賀歲黑膠唱片專輯《黃金拍檔熱門迎春大集合》，是黃金五寶唯一的唱片專輯，封套背面有「傷腦筋」三字。
1986年2月23日，中視文化公司出版《掃描線周刊》第8期，封面人物是黃金五寶拜年。
1987年7月2日，第70屆國際獅子會年會在台北市中華體育館舉辦晚會《台北之夜》，由國際獅子會委託麗群傳播製作、中視錄影轉播、吳林林擔任節目總策畫、胡茵夢與李濤擔任主持人、梁昆傑擔任導播，黃金五寶策劃自己的特別節目一展語言天才：每人各以一種外語演唱歌曲，包含國語在內總計六種語言的什錦歌。
2000年2月21日，倪敏然說，他不否認《黃金拍檔》的成功來自《八點！全員集合》的靈感，但他為《黃金拍檔》設計過數十種人物，唯獨戴厚眼鏡、大暴牙的七先生廣受歡迎，令他感嘆演藝圈充滿「無心插柳柳成蔭」的奧妙。
2019年12月，周華健的歌〈飛飛飛飛飛〉MV，五人戲仿黃金五寶。
2020年8月4日，張菲得知羅霈穎死訊，無法相信，難過直說：「一切真是太突然。」張菲回憶，《黃金拍檔》曾經赴日本採訪志村健，當時志村健非常欣賞羅霈穎，他提醒羅霈穎「別被日本人追走」，沒想到羅霈穎直率反問「你們沒有追過我嗎」，讓他忍不住笑出來。張菲回想當年大家一起主持《黃金拍檔》的情景，再想到如今羅霈穎、倪敏然、徐風與志村健都已不在人世，忍不住長嘆。

## 停播
1987年7月18日，華視將福隆製作公司（金星娛樂前身）製作、張小燕主持的每週六晚間十點檔（22:00開播）收視率冠軍綜藝節目《週末派》改名為《歡樂週末派》，並從美國將頗受兒童歡迎的陶大偉請來助陣，並將開播時間改為每週六20:00，挑戰《黃金拍檔》。 中華製作公司一開始表示毫不介意此事，因為台視與華視在此之前就曾經以其他節目對抗《黃金拍檔》，但成績不盡理想；當時中華製作公司研判，其原因是《黃金拍檔》有固定的觀眾群，而且《黃金拍檔》精彩的節目內容讓觀眾不忍轉台。《歡樂週末派》與《黃金拍檔》首度交鋒，《黃金拍檔》收視率以平均近4％落敗；對此，倪敏然說：「好在我們都在演藝圈這麼久了，早就看慣這些起起落落，也很明白『一旦不能吸引觀眾，節目就沒有存在的價值』，所以必須不斷求突破。《黃金拍檔》的太平日子過太久了，現在來個對手、加點刺激，未嘗不是一件好事。」
1988年1月，《黃金拍檔》收視率從盛勢跌至谷底，輸給《歡樂週末派》。究其原因，當時中華製作公司同時製作鳳飛飛主持的台視綜藝節目《我愛彩虹》，使《黃金拍檔》智囊團及工作人員分散；加上已播出4年的《黃金拍檔》正值突破窠臼，卻在此時分散製作班底，難免使《黃金拍檔》疏於照顧；就在中華製作公司頃全力製作《我愛彩虹》之際，《歡樂週末派》將開播時間改為每週六20:00，輕易打敗《黃金拍檔》；而中華製作公司在《我愛彩虹》吃力不討好之際，警覺《黃金拍檔》的收視寶座被《歡樂週末派》拿下，遂立即加強《黃金拍檔》內容以求重振聲威，無奈大勢已去；總之，中華製作公司急於擴張的野心，使《黃金拍檔》喪失原有的聲勢而黯然停播。
當觀眾逐漸對《黃金拍檔》的內容不再有那麼熱烈的反應時，俞凱爾也察覺，《黃金拍檔》沒有進步。從《黃金拍檔》最後半年不到30％的收視率可以看出，觀眾對一成不變的節目沒興趣，他們想要看新鮮的東西。這種現象導致《黃金拍檔》雖然一樣有笑料、有賣點，但是終究慢了觀眾一步，成為草草收場的節目。

## 評價
- 《黃金拍檔》導播梁傑說，現代人工作壓力大，成人與兒童都可能在工作上或學業上遭遇失敗與挫折，需要一些純粹消遣、不必動腦的娛樂節目來調劑身心；《黃金拍檔》的短劇經常有明星出醜，或是高職位者遭受部屬調侃、嘲弄，使觀眾心理獲得補償和產生優越感；抓住現代人對電視節目的需求，是《黃金拍檔》高收視率的原因。[50]
- 輔仁大學大眾傳播學系副教授牛川海評《黃金拍檔》：「這種即興演出，讓現場觀眾有參與感，隨時提防自己會不會成為被捉弄的對象。這樣近似歌廳秀的表演方式，讓電視觀眾感到新鮮刺激」。牛川海說，短劇人物的個性也是《黃金拍檔》受歡迎的因素：短劇不像連續劇有足夠的時間與空間來塑造劇中人物，較難讓觀眾想要「下次再收看」；但是七先生與董娘有「黏人」的能耐。[11]
- 《黃金拍檔》停播之後，俞凱爾在接受銘傳女子商業專科學校《傳莘》雜誌訪問時，認為：《黃金拍檔》雖然曾經造就高收視率，卻因「沒有進步」而失敗；電視媒體本身應該與市場步調結合，觀眾興趣一直在改變，節目就要求新求變。
- 許多學者批評，《黃金拍檔》是個「粗製濫造」的節目，在電視這種「強勢媒體」播出，帶給兒童及觀眾負面影響；例如國立政治大學社會學系教授趙宏曾經批評《黃金拍檔》是「反智、暴力、反進步、反倫理道德、反善良風俗的集合體」，憂心忡忡的家長則是一再思考「到底該不該讓小孩看《黃金拍檔》」。對於這一點，俞凱爾說：「電視節目除了教育以外，應該還有其他的意義。大家辛苦工作了一星期，在星期六晚上打開電視，紓解大家的心情；這點，《黃金拍檔》做到了！」牛川海則說：「衡量好壞的標準，要看這個電視節目訴求的宗旨是什麼。比如我們要藉一個節目提高文化水平，如果它達到這個目的，就是好節目；假定它主要功能是提供娛樂，若能讓觀眾笑得最開心、忘卻煩惱，也應該算是這種類型的優良節目。」[18] 1987年6月至8月，《黃金拍檔》接受中華民國棒球協會邀請策劃一系列的活動，為中華成棒隊進軍1987年8月在日本舉行的亞洲盃成棒賽籌募基金，活動內容包括1987年6月20日在高雄體育館舉行的「中華成棒後援義演晚會」，希望提昇節目形象。[33]
- 台灣媒體改革運動參與者管中祥認為，《黃金拍檔》「這個台灣綜藝節目分水嶺的經典之作，的確為台灣綜藝節目帶來新的視野，更讓丑角、諧星成了綜藝節目的巨匠」；動輒新台幣百萬元的大手筆的製作經費，節目內容的長時間企劃與多次試錄，都顯示了《黃金拍檔》的認真製作；而「主持人的才華」與「認真製作」這兩大因素，正是《黃金拍檔》受歡迎的原因。[51]
- 2015年9月14日，曾經策劃《黃金拍檔》的電視節目製作人郭建宏說，《黃金拍檔》每集製作費高達新台幣150萬元，結合短劇、歌舞等內容，而以短劇為節目靈魂；當時台灣社會風氣封閉，沒有網路、沒有手機、只有老三台，當時民眾的休閒娛樂除了看歌廳秀以外也愛看電視，而且《黃金拍檔》類型有別於《群星會》等早期綜藝節目的純歌唱，造就《黃金拍檔》的轟動。檢場則說，在他的印象中，《黃金拍檔》「收視率最高有60%，萬人空巷啊」[52]。

## 事件
陸小芬露點事件
1985年1月28日，陸小芬在台北市立社會教育館參加《黃金拍檔》錄影，穿著兩截式緊身韻律裝，在舞台上勁歌熱舞；不料，一個「雙手猛然往上一抬」的動作讓她的乳房蹦出來，現場觀眾看得目瞪口呆。1985年1月29日，《聯合報》綜合版、《台灣時報》社會版、《民生報》影劇新聞版都刊登了陸小芬的露點照片，尤其《民生報》一口氣刊登三張連續動作的放大照片。當時有兩種說法：⑴陸小芬是被蔣經國政府授意露點，以淡化當時江南案的熱潮；⑵陸小芬以性感身材自豪，沒有戴胸罩的習慣，才會不慎露點。1985年2月9日，李敖評：「在江南命案正如火如荼地煎熬著國民黨的時候，一向很少花邊新聞的性感影后陸小芬大穿梆消息，很清涼、很軟性地稍稍吸引了人們的注意，激起一陣小小漣漪。我不知道新聞局或有關單位最後是怎麼處理這一事件的；不管怎麼處理，反正陸小芬是贏了。不論國民黨授意也好、不授意也罷，陸小芬的乳房終於爭取了自由。」
中視證實無法全面重播《黃金拍檔》
2005年5月10日，對於《民生報》讀者建議中視擇期重播《黃金拍檔》，中視回覆：「由於5年前中視大樓因納莉颱風來襲嚴重淹水，導致包括《黃金拍檔》在內的許多節目母帶脫磁受損，因此無法全面性重播《黃金拍檔》，在此向讀者致歉；不過，中視就可播出的部分帶子中剪輯出精華版，將在今天、明天下午4點半以及明天晚上11點播出，敬請觀賞。」
張菲說明與倪敏然拆夥之原因
2006年8月19日《綜藝大哥大》首播的內容中，張菲訪問優客李林，看到李驥與林志炫爭相自我吹噓，有感而發地說：「有很多事情不要這樣硬吞活吃，要搬上檯面。以前那倪敏然，我跟他兩個人也是這樣子。我們互相見面的時候，都是問對方說：『我覺得你活得很不好。』他也說：『我覺得你不快樂。』那時候《黃金拍檔》快要結束的時候，這句話從來都沒說過。其實我跟他兩個人分手，是經過像……像你們（優客李林），你們都擺在心理面，後來才體會到；我們不是，我們是當場兩個人就講：『我覺得我們兩個角色有衝突。』我那時候演董娘，他演七先生。我們是大人嘛，很多話就直接說。『什麼衝突？』『因為……只有一個人可以跑在最前面。』他說：『我也是這樣認為。』我說：『那……所以我們兩個現在要決定一下：到底是你要當成龍呢？還是我要當羅維？』因為羅維那時候是他（成龍）的導演，羅維所有的作品都是成龍去演。結果，我就說：『嗯，倪大哥啊，我講真的，我覺得我是成龍。』結果倪敏然就說：『你……你放屁！』這是真的故事。『我才是成龍！』這樣。那……那就拆夥啦！大家就各自去印證到底誰是羅維、是成龍。後來，我終於發現我是誰了：我是羅維加成龍！」眾人大笑。

## 工作人員
- 製作人：俞凱爾、黃建福、徐忠宇[16]
- 執行製作：黃建福、湯建強[55]、陳焴竹
- 編劇：金宏、姚宜君 等
- 樂隊：中視大樂隊
- 樂隊指揮：林家慶
- 現場指導：李振稼[55]
- 助理導播：白汝珊[55]
- 導演：金宏
- 導播：梁傑

## 資料來源
主要資料來源
- 中華民國電視學會電視年鑑編纂委員會 編纂，《中華民國電視年鑑第四輯：民國七十三年至七十四年》，中華民國電視學會1986年6月30日出版，第81頁。
- 張綾玲，〈蛻變後再出發——鑫凱傳播〉，銘傳女子商業專科學校《一個電視節目的誕生：探訪電視節目製作業》（《傳莘》第八期）第52至55頁，1989年11月15日。
- 覃嘉惠，〈活寶大集合——黃金拍檔〉，銘傳女子商業專科學校《一個電視節目的誕生：探訪電視節目製作業》（《傳莘》第八期）第88至90頁，1989年11月15日。
- YouTube中視經典綜藝《黃金拍檔》完整版播放列表 （页面存档备份，存于）

注釋與次要資料來源
1. ↑  〈春穗與雷電華大合作〉 （页面存档备份，存于），《動腦雜誌》第87期（1984年9月號）第26頁。
2. ↑  本報訊，〈又見崔苔菁 主持「黃金拍檔」〉，《中央日報》1984年12月7日第9版。
3. ↑  本報訊，〈今晚「黃金拍檔」 湯蘭花載歌載舞〉，《中央日報》1984年12月22日第9版。
4. ↑  林麗雪 文，邱勝旺 圖，〈「黃金」收視率，「拍檔」耍才藝〉，《光華雜誌》1987年8月號（第12卷第8期）第91頁。
5. ↑  〈中視「這一夜再見倪敏然」5/9重播　「綜藝大哥大」推出「懷念倪大哥」專題〉 的存檔，存档日期2010-12-13.，《台北今日報》2005年5月6日。
6. ↑  陳凡 文，張潭禮 攝影，〈綜藝大爆笑 「黃金拍檔」奇招〉，《掃描線雜誌》第41期（1985年8月號）第38至39頁。
7. ↑  貝比，〈黃金拍檔一票難求〉，《掃描線周刊》第23期（中視文化公司1986年6月8日版）第12至13頁。
8. ↑  .   [2018-01-12]. （原始内容存档于2020-04-12）.
9. ↑  《黃金拍檔》第六季主題曲MV[]
10. ↑  〈趙樹海音乐作品--黃金拍檔主題曲〉 （页面存档备份，存于），新浪博客趙樹海官方部落格
11. 1 2  林麗雪 文，邱勝旺 圖，〈「黃金」收視率，「拍檔」耍才藝〉，《光華雜誌》1987年8月號（第12卷第8期）第92頁。
12. 1 2  貝比，〈「黃金拍檔」新招 「倪倪日記」取代「李哥」〉，《掃描線周刊》第4期（中視文化公司1986年1月26日出版）第13頁。
13. ↑  林麗雪 文，邱勝旺 圖，〈「黃金」收視率，「拍檔」耍才藝〉，《光華雜誌》1987年8月號（第12卷第8期）第90與92頁。
14. ↑  林麗雪 文，邱勝旺 圖，〈「黃金」收視率，「拍檔」耍才藝〉，《光華雜誌》1987年8月號（第12卷第8期）第91頁。
15. ↑  貝比，〈「黃金拍檔」新招 「倪倪日記」取代「李哥」〉，《掃描線周刊》第4期（中視文化公司1986年1月26日出版）第12至13頁。
16. 1 2  貝比，〈「黃金拍檔」醞釀改變型態？〉，《掃描線周刊》第66期（中視文化公司1987年3月27日出版）第22頁。
17. 1 2  貝比，〈「黃金拍檔」展現新風貌〉，《掃描線周刊》第83期（中視文化公司1987年7月24日出版）第18頁。
18. 1 2  林麗雪 文，邱勝旺 圖，〈「黃金」收視率，「拍檔」耍才藝〉，《光華雜誌》1987年8月號（第12卷第8期）第94頁。
19. ↑  施鈺文、張瑞振 台北報導，諧星兩百塊拾荒 鄰居嫌臭 （页面存档备份，存于），《蘋果日報 (台灣)》2003年7月19日。
20. ↑  貝比，〈「倪倪夫人」封殺出局 倪敏然細數女人一生〉，《掃描線周刊》第32期（中視文化公司1986年8月2日出版）第12至13頁。
21. 1 2 3  貝比，〈黃金拍檔面臨瓦解（錯） 五寶魅力有增無減（對）〉，《掃描線周刊》第34期（中視文化公司1986年8月16日出版）第5頁。
22. ↑  貝比，〈「黃金拍檔」增加新單元〉，《掃描線周刊》第85期（中視文化公司1987年8月7日出版）第24頁。
23. ↑  林麗雪 文，邱勝旺 圖，〈「黃金」收視率，「拍檔」耍才藝〉，《光華雜誌》1987年8月號（第12卷第8期）第89頁。
24. 1 2  貝比，〈張菲重施脂粉扮大嬸 「黃金拍檔」永遠笑話一籮筐〉，《掃描線周刊》第55期（中視文化公司1987年1月9日出版）第23頁。
25. ↑  萬家香，〈黃金拍檔新單元 董娘巧扮張大嬸〉，《電視周刊》第1264期（台視文化公司1986年12月28日出版）第122頁。
26. ↑  徐汀. . 《掃描綫雜誌》第41期 (中視文化公司). 1985-08: 22 （中文（臺灣））.
27. ↑  貝比，〈黃金拍檔一票難求〉，《掃描線周刊》第23期（中視文化公司1986年6月8日版）第12至13頁。
28. ↑  萬家香，〈黃金爺爺向兩佰塊看齊〉，《電視周刊》第1256期（台視文化公司1986年11月2日出版）第79頁。
29. ↑  貝比，〈黃金拍檔一票難求〉，《掃描線周刊》第23期（中視文化公司1986年6月8日出版）第13至14頁。
30. ↑  朱瑞珍，〈趙樹海拒絕原地踏步〉，《掃描線周刊》第118期（中視文化公司1988年4月8日出版）第35頁。
31. ↑  韓行，〈「黃金拍檔」風波不斷！〉，《掃描線周刊》第74期（中視文化公司1987年5月22日出版）第17頁。
32. 1 2  台北訊，〈籌募棒球發展基金 黃金五寶鼓舞士氣〉，《聯合報》1987年6月9日第9版。
33. 1 2 3 4  貝比，〈「黃金拍檔」又要漂亮出擊〉，《掃描線周刊》第78期（中視文化公司1987年6月19日出版）第19頁。
34. 1 2 3 4 5 6  貝比，〈「黃金拍檔」增加新單元〉，《掃描線周刊》第85期（中視文化公司1987年8月7日出版）第25頁。
35. ↑  本報訊，〈慶祝五一勞動節 中視推出三項特別節目〉，《中央日報》1985年5月1日第9版。
36. ↑  本報訊，〈「拍檔」在搞什麼「飛機」？〉，《民生報》1985年5月18日第11版。
37. ↑  劉瑩瑰，〈中國海軍與「黃金」寶貝首度「拍檔」——海上雄風〉，《掃描線周刊》第29期（中視文化公司1986年7月20日出版）第10至11頁。
38. ↑  王祖壽、郭肇舫 隨隊採訪，〈黃金五寶登艦出海 六百官兵皆我拍檔〉，《民生報》1986年7月1日第12版。
39. ↑  劉瑩瑰，〈中國海軍與「黃金」寶貝首度「拍檔」——海上雄風〉，《掃描線周刊》第29期（中視文化公司1986年7月20日出版）第11頁。
40. ↑  劉瑩瑰，〈中國海軍與「黃金」寶貝首度「拍檔」——海上雄風〉，《掃描線周刊》第29期（中視文化公司1986年7月20日出版）第10頁。
41. ↑  舞伶，〈「挑伕」、「黃金拍檔」 手足情深!!〉，《掃描線周刊》第54期（中視文化公司1987年1月2日出版）第18至19頁。
42. ↑  中華民國電視學會電視年鑑編纂委員會 編纂，《中華民國電視年鑑第五輯：民國七十五年至七十六年》，中華民國電視學會1988年6月30日出版，第56頁。
43. ↑  1985年1月19日《黃金拍檔》第一季第六集，〈音樂教室〉訪問鳳飛颺，張菲對倪敏然說：「鳳飛飛不一樣：她要坐班車，先到板橋，再繞到萬華，然後從萬華到三重上高速公路，到中壢交流道下來，才到桃園。這傷腦筋吧！」
44. ↑  吳玲玲 文字，張潭禮 攝影，〈「台北之夜」讓獅友大飽眼福〉，《掃描線周刊》第81期（中視文化公司1987年7月10日出版）第26至27頁。
45. ↑  葛大維 專題報導，〈倪敏然再戰江湖 卯上匪諜大亨〉，《聯合報》2000年2月22日第32版。
46. ↑  滾石唱片YouTube官方頻道 周華健〈飛飛飛飛飛〉MV （页面存档备份，存于）
47. ↑  吳維書. . 中國時報. 2020-08-05  [2023-01-24]. （原始内容存档于2023-01-24）.
48. 1 2  林麗雪 文，邱勝旺 圖，〈「黃金」收視率，「拍檔」耍才藝〉，《光華雜誌》1987年8月號（第12卷第8期）第94至95頁。
49. ↑  消遣，〈綜藝節目行情看跌〉，《掃描線周刊》第105期（中視文化公司1988年1月1日出版）第6至7頁。
50. ↑  林麗雪 文，邱勝旺 圖，〈「黃金」收視率，「拍檔」耍才藝〉，《光華雜誌》1987年8月號（第12卷第8期）第90頁。
51. ↑  管中祥，〈祖師爺光彩謝幕，綜藝節目能否好走？〉 （页面存档备份，存于），《苦勞網》2005年5月13日。
52. ↑  葉文正、張瑞振. . 《台灣蘋果日報》. 2015-09-15  [2015-09-25]. （原始内容存档于2015-09-25） （中文（臺灣））.
53. ↑  李敖，〈陸小芬的乳房問題〉 （页面存档备份，存于），1985年2月9日。收錄於李敖的著作《中國性研究》。
54. ↑  〈黃金拍檔精華版 中視重現〉，《民生報》2005年5月10日C4版。
55. 1 2 3  陳凡 文，張潭禮 攝影，〈綜藝大爆笑 「黃金拍檔」奇招〉，《掃描線雜誌》第41期（1985年8月號）第40頁。

| 中視頻道 星期六20:00～21:30（1985年4月6日起延長為20:00～22:00） | 中視頻道 星期六20:00～21:30（1985年4月6日起延長為20:00～22:00） | 中視頻道 星期六20:00～21:30（1985年4月6日起延長為20:00～22:00） |
| --------------------------------------------------------------- | --------------------------------------------------------------- | --------------------------------------------------------------- |
|                                                                 | 黃金拍檔 （1984年12月15日 - 1988年1月9日）                      |                                                                 |
| 飛上彩虹 （1984年8月11日 - 1984年12月8日）                      | 黃金電影院                                                      |                                                                 |